# Centrerat polyedertal
Centrerat polyedertal är en klass av figurtal och representerar en polyeder med en central punkt, och som omges av polyedriska skikt med ett konstant antal kanter.

## Exempel
De första centrerade polyedertalen är:
- Centrerade tetraedertal: 1, 5, 15, 35, 69, … (talföljd A005894 i OEIS)
- Centrerade kubtal: 1, 9, 35, 91, 189, … (talföljd A005898 i OEIS)
- Centrerade oktaedertal: 1, 7, 25, 63, 129, … (talföljd A001845 i OEIS)
- Centrerade dodekaedertal: 1, 33, 155, 427, 909, … (talföljd A005904 i OEIS)
- Centrerade ikosaedertal: 1, 13, 55, 147, 309, … (talföljd A005902 i OEIS)